# Харалд Шпьорл
Харалд Шпьорл (на немски: Harald Spörl), по прякор „Лумпи“, е бивш германски футболист и треньор, роден на 31 октомври 1966 г. в Бамберг. Работи като разузнавач (скаут) в отбора на Хамбургер.
Шпьорл играе повече от 14 години за Хамбургер в Първа Бундеслига. През сезон 1995/1996 става голмайстор на отбора с 14 попадения, едно доста добро постижение за полузащитник. Следващия сезон отново е голмайстор на Хамбургер, този път с 8 гола. По това време е и в разширения състав на националния отбор, но не изиграва нито един мач.
През 2000 преминава във втородивизионния Рот-Вайс Аален. По-късно е треньор на Байерн Хоф и играещ треньор на 1. ФК Херсбрук.